# 振舞銀
振舞銀（ふるまいぎん）とは、江戸時代の都市において町屋敷を購入する際に、買主が町内の家持を饗応する代わりに支払った金品のこと。地域によっては振舞金（ふるまいきん）とも称した。
町屋敷を購入することは、その町における地縁共同体としての「町」に加入することを意味しており、水帳と呼ばれる台帳への登録と地子などをはじめとする「町」の一員として義務付けられた負担を行う必要があった。「町」に加入する際には、同じ「町」の一員である町役人以下の家持に対して挨拶代わりに饗応する慣習があったが、後にそれに代わって金銀を振舞うようになった。また、相続や婚姻などの家持の家に関わる変動が生じた場合にも振舞銀が実施された。
だが、時代が下るにつれて過度な振舞が「町」側から強要されるケースがみられ、江戸町奉行はたびたび江戸市中に向けて町触を出して規制を計っている。例えば、宝永5年（1708年）6月には、事情・立場の如何を問わず、名主には銀2枚、五人組には金100疋、その他の町中家持には鰹節1連に制限する町触が出されている。また、株仲間などの入会などに際しても振舞料・加入銀・顔見世銀などの類似の制度が存在していた。